# Order in Decline
| Recensione       | Giudizio |
| ---------------- | -------- |
| AllMusic         |          |
| Evening Standard |          |
| The Independent  |          |
| Kerrang!         |          |
| Odissey          |          |
| Slant Magazine   |          |
| SpazioRock       |          |
| Sputnikmusic     |          |
| Wall of Sound    |          |

Order in Decline è il settimo album in studio del gruppo musicale canadese Sum 41, pubblicato il 19 luglio 2019 dalla Hopeless Records.

## Antefatti
Il 23 aprile 2019 la band ha annunciato tramite i principali social media l'uscita del loro settimo album in studio. Il cantante Deryck Whibley ha affermato che i testi dell'album sarebbero stati focalizzati su temi sociali e politici turbolenti in Nord America:
La band ha inoltre rilasciato un comunicato stampa dove definisce l'album il loro "più pesante e aggressivo" fino ad allora.
Whibley si è occupato personalmente della produzione, progettazione e missaggio dell'album. Durante i tre anni di tour per l'album precedente, 13 Voices, il gruppo ha iniziato ad avere diverse idee per delle nuove canzoni. Dopo la fine del tour la band ha completato la scrittura delle musiche in tre settimane, con i testi terminati poco dopo. La registrazione è iniziata nella seconda metà di settembre 2018 e il tutto è stato finito di missare poco prima di Natale.

## Pubblicazione
Il 24 aprile 2019 la band ha pubblicato il singolo Out for Blood, scritto da Deryck Whibley e Mike Green e pubblicato dalla Hopeless Records. Lo stesso giorno la band ha annunciato il settimo album, Order in Decline, con data di pubblicazione prevista per il 19 luglio 2019. L'11 e il 18 giugno vengono pubblicati come singoli A Death in the Family e Never There, seguiti a luglio dal quarto singolo 45 (A Matter of Time).

## Stile musicale
Kerrang! definisce l'album come il più pesante e aggressivo della carriera dei Sum 41, ma anche il più creativo. Nelle loro recensioni AllMusic e Sputnikmusic lo considerano comunque meno aggressivo del terzo album Chuck (2004), ma comunque tra i più ispirati e i più riusciti degli album del gruppo. Il disco si aggira su sonorità puramente punk rock e heavy metal, lasciando da parte, come le più recenti produzioni del gruppo, il pop punk che ha invece caratterizzato i loro primi album.

## Tracce
Testi e musiche di Deryck Whibley.
1. Turning Away – 3:50
2. Out for Blood – 3:56
3. The New Sensation – 3:50
4. A Death in the Family – 3:18
5. Heads Will Roll – 3:50
6. 45 (A Matter of Time) – 3:12
7. Never There – 4:20
8. Eat You Alive – 2:44
9. The People Vs... – 3:19
10. Catching Fire – 4:01

Tracce bonus nell'edizione giapponese
1. Heads Will Roll (Acoustic) – 3:30
2. Catching Fire (Acoustic) – 4:01

## Formazione
- Deryck Whibley – voce, chitarra ritmica, pianoforte, tastiera
- Dave Baksh – chitarra solista, cori
- Tom Thacker – chitarra solista e ritmica, cori
- Cone McCaslin – basso, cori
- Frank Zummo – batteria, percussioni, cori

## Classifiche
| Classifica (2019)         | Posizione massima |
| ------------------------- | ----------------- |
| Australia                 | 55                |
| Austria                   | 11                |
| Belgio (Fiandre)          | 21                |
| Belgio (Vallonia)         | 38                |
| Canada                    | 13                |
| Francia                   | 29                |
| Germania                  | 9                 |
| Giappone                  | 43                |
| Italia                    | 26                |
| Paesi Bassi               | 77                |
| Regno Unito               | 29                |
| Spagna                    | 36                |
| Stati Uniti               | 60                |
| Stati Uniti (alternative) | 5                 |
| Stati Uniti (hard rock)   | 2                 |
| Stati Uniti (independent) | 3                 |
| Stati Uniti (rock)        | 8                 |
| Svizzera                  | 7                 |